# Kim Do-heon
Kim Do-heon (hangul: 김두현), född 14 juli 1982 i Dongducheon, är en sydkoreansk fotbollsspelare. Han spelar för Seongnam FC i K League Classic. Tidigare spelade han för Suwon Samsung Bluewings, West Bromwich Albion, Ansan Police FC och för Sydkoreas landslag.